# Vrč slikara Šuvalova
Oinohoa slikara Šuvalova (Berlin F2414) naziv je za starogrčki vrč koji se danas čuva u Berlinu. Oinohoa (grčki οἰνοχόη) vinski je vrč; takvi su vrčevi često bili veoma lijepo oslikani. „Slikar Šuvalov” naziv je za starogrčkog umjetnika koji je djelovao između 440. prije Krista i 410. prije Krista.
Vrč prikazuje spolno uzbuđenog mladića i djevojku. Mladić je prikazan golobrad i dugokos, što upućuje na to da se radi o neoženjenom muškarcu, dok je djevojka najvjerojatnije bludnica ili hetera. U staroj Grčkoj, spolni odnos muškarca sa suprugom ne bi bio prikazivan jer se smatralo nečasnim golom prikazati udanu ženu.
Vjerojatno zbog erotskog prikaza, vrč je smatran jednim od najpoznatijih primjera starogrčkog slikarstva.

## Unutarnje poveznice
- Starogrčko slikarstvo